# Губко, Михаил Владимирович
Михаи́л Влади́мирович Губко́ (род. 26 октября 1977, гор. Челябинск) — российский учёный-математик, доктор физико-математических наук, профессор РАН. Лауреат премии им. Овсиевича.

## Биография
Родился в 1977 году.
Окончил МФТИ (2000) и аспирантуру (2003). В 2003 г. защитил кандидатскую диссертацию.
С 2000 по 2022 год работал в Институте проблем управления им. В. А. Трапезникова РАН, г. Москва, на различных должностях, с 2017 по 2021 год — заместитель директора.
В 2000—2006 гг. и в 2013—2022 гг. преподавал в МФТИ.
Докторская диссертация:
- Губко М. В. Модели и методы оптимизации иерархической структуры систем обработки информации. Дисс. на соискание степени д.ф.-м.н. — М: ИПУ РАН, 2014. — 370 с.

Женат, воспитывает двух дочерей.

## Научная деятельность

### Сфера деятельности
Область интересов — математические модели оптимизации структуры сложных систем, экстремальная теория графов, теория игр, теория механизмов и их применение в различных областях, от экономики и менеджмента до химии и инженерных наук.
Член редколлегий пяти научных журналов (в том числе «Автоматика и телемеханика», «Заводская лаборатория: диагностика материалов»). Член программного комитета ряда научных конференций. Приглашённый и пленарный докладчик на нескольких научных форумах.

### Некоторые публикации
книги, учебные пособия:
- Burkov V., Goubko M., Korgin N., Novikov D. Introduction to Theory of Control in Organizations. — Boca Raton: CRC Press, 2015.
- Burkov V., Goubko M., Kondrat’ev V., Korgin N., Novikov D. Mechanism Design and Management: Mathematical Methods for Smart Organizations (for managers, academics and students). — New York: Nova Publishers, 2013. (Print and ebook)
- Бурков В. Н. и др. Механизмы управления. М.: Ленанд, 2011.
- Воронин А. А., Губко М. В., Мишин С. П., Новиков Д. А. Математические модели организаций: учебное пособие. -М.: ЛЕНАНД, 2008.
- Математические модели оптимизации иерархических структур. — М.: ЛЕНАНД, 2006.
- Управление организационными системами с коалиционным взаимодействием участников. М.: ИПУ РАН, 2003.
- Губко М. В., Новиков Д. А. Теория игр в управлении организационными системами. М.: Синтег, 2002.

научные статьи:
- Goubko M. V. The Search for Optimal Organizational Hierarchies with Homogeneous Manager Cost Functions // Automation and Remote Control. V. 69, No 1, pp 89-104, 2008.
- Goubko M. V., Danilenko A. I. An automated routine for menu structure optimization // Proceedings of the 2nd ACM SIGCHI symposium on Engineering interactive computing systems, Berlin, Germany, June 19-23, 2010. p. 67-76.
- Goubko M.V. Lower-bound Estimate for Cost-sensitive Decision Trees // Preprints of the 18th IFAC World Congress, Milano (Italy), August 28 — September 2, 2011. P. 9005-9010.
- A.I. Danilenko, M.V. Goubko. Semantic-aware optimization of user interface menus // Automation and Remote Control, August 2013, Volume 74, Issue 8, pp 1399—1411.
- Goubko M. Minimizing Degree-Based Topological Indices for Trees with Given Number of Pendent Vertices // MATCH Commun. Math. Comput. Chem. 2014. V. 71, No 1. P. 33-46.
- Volkova I. O., Gubko M. V., Salnikova E. A. Active consumer: Optimization problems of power consumption and self-generation // Automation and Remote Control, 2014, Volume 75, Issue 3. P. 551—562.
- Goubko M., Gutman I. Degree-based topological indices: Optimal trees with given number of pendents // Applied Mathematics and Computation. V. 240, 1 August 2014, P. 387—398.
- M. Goubko, T. Reti. Note on Minimizing Degree-Based Topological Indices of Trees with Given Number of Pendent Vertices // MATCH Commun. Math. Comput. Chem. 2014. V. 72, No 3. pp. 633—639.
- M. Goubko, C. Magnant, P. Salehi Nowbandegani, I. Gutman. ABC Index of Trees with Fixed Number of Leaves, MATCH Commun. Math. Comput. Chem., 2015, V. 74, No 3. P. 705—710.
- M. Goubko. Minimizing Wiener Index for Vertex-Weighted Trees with Given Weight and Degree Sequences, MATCH Commun. Math. Comput. Chem., 2016, V. 75, No 1, P. 3-27.
- M. Goubko, O. Miloserdov. Simple Alcohols with the Lowest Normal Boiling Point Using Topological Indices, MATCH Commun. Math. Comput. Chem. 2016, V. 75, No 1 P. 29-56.
- M. Goubko. Miloserdov O., Yampolskii Yu., Alentiev A., Ryzhikh V. A novel model to predict infinite dilution solubility coefficients in glassy polymers // Journal of Polymer Science Part B: Polymer Physics. 2016. V. 55, No 3. P. 228—244.
- M. Goubko, V. Ginz. Improved spectral clustering for multi-objective controlled islanding of power grid // Energy Systems (2017). doi:10.1007/s12667-017-0240-1
- M. Goubko. Maximizing Wiener index for trees with given vertex weight and degree sequences // Applied Mathematics and Computation, 2018, Vol. 316, P. 102—114.

## Общественная позиция
В феврале 2022 года подписал открытое письмо российских учёных и научных журналистов с осуждением вторжения России на Украину и призывом вывести российские войска с украинской территории.

## Награды и звания
Лауреат премии Б. Л. Овсиевича (2012), победитель конкурса академика Н. Федоренко. Избран профессором РАН (2016).